# Виборзька операція

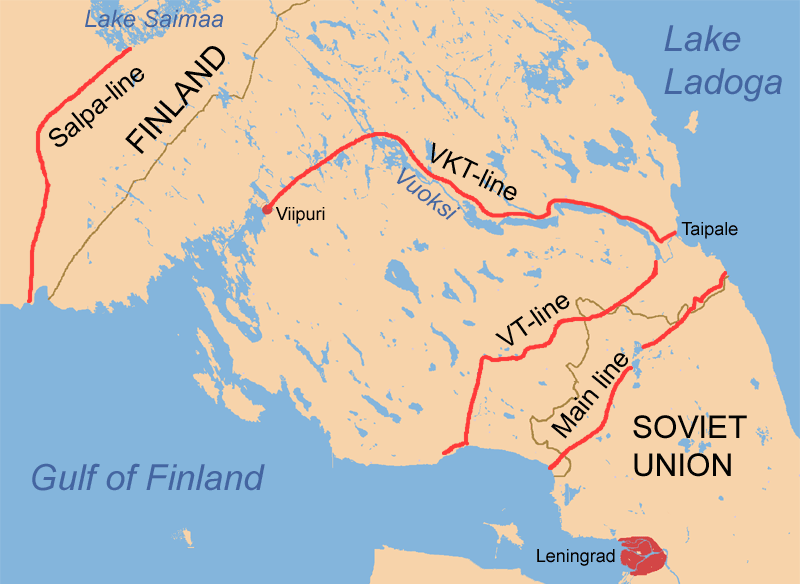
Мапа фінської оборони на Карельському перешийку літом 1944 року

Виборзька наступальна операція — наступальна операція, що здійснювалася силами правого крила радянського Ленінградського фронту за співдії частини сил Балтійського флоту та Ладозької військової флотилії з 10 по 20 червня 1944 року. Метою операції було розбиття фінських військ на Карельському перешийку та вихід до радянсько-фінського кордону 1940 року. Є складовою частиною Виборзько-Петрозаводської операції.
Наступ радянських військ на Карельському перешийку та в Карелії стали завершальними операціями боїв за Ленінград і, разом з Псковсько-Островською операцією закінчили повне зайняття радянською владою Ленінградської області — в кордонах 1944 року.

## Військові силиСРСРперед операцією
Ставка ВГК значно посилює Ленінградський фронт для проведення операції на Карельському перешийку, з 18 червня фронтом командує маршал Леонід Говоров. Врахувавши потужність фінської оборони, фронту передаються дві артилерійські дивізії прориву, гарматна артилерійська бригада, п'ять дивізіонів артилерії особливої потужності — 280-мм та 305-міліметрові; також дві танкові бригади, сім полків самохідної артилерії, дві стрілецькі дивізії та стрілецький корпус.
Також на посилення наступальної потужності передислоковується 21-ша армія, в складі якої було багато з'єднань, що вже брали участь у боях за Ленінград, перекинуті з інших відтинків Ленінградського фронту; керуючим армією призначений генерал Дмитро Гусєв.
Також в операції мали брати участь сили 23-ї армії генерала Олександра Черепанова (з 3 липня керував генерал Василь Швецов). Сприяти наступу мали формування Балтійського флоту під керівництвом адмірала Володимира Трибуца, та Ладозької військової флотилії — контрадмірала Віктора Черокова.
Повітряну підтримку мала здійснювати 13-та повітряна армія (керівник — генерал Степан Рибальченко). Задля посилення можливого наступального ефекту значні сили зосереджуються в резерві фронту.
До складу 21-ї армії входили:
- 30-й гвардійський стрілецький корпус (командуючий — генерал Микола Симоняк)
  - 45-та гвардійська стрілецька дивізія (командир генерал-майор Путилов Савелій Михайлович),
  - 63-тя гвардійська стрілецька дивізія (генерал-майор Щеглов Панас Федорович),
  - 64-та гвардійська стрілецька дивізія;
- 97-й стрілецький корпус (генерал Михайло Бусаров)
  - 178-ма стрілецька дивізія,
  - 358-ма стрілецька дивізія,
  - 381-ша стрілецька дивізія;
- 109-й стрілецький корпус (генерал Іван Алфьоров)
  - 72-га стрілецька дивізія (генерал-майор Ястребов Ілля Іванович),
  - 109-та стрілецька дивізія,
  - 286-та стрілецька дивізія;
- 22-й Карельський укріплений район;
- 5 танкових та 3 самохідно-артилерійські полки (загалом 157 танків та САУ);
- 3-й гвардійський артилерійський корпус прориву (генерал-майор артилерії Жданов Микола Миколайович);
- артилерійські та інженерно-саперні з'єднання[1].

23-тя армія у своєму складі мала:
- 98-й стрілецький корпус (генерал Георгій Анісімов)
  - 177-ма стрілецька дивізія,
  - 281-ша стрілецька дивізія,
  - 372-га стрілецька дивізія;
- 115-й стрілецький корпус (генерал С. Б. Козачек)
  - 10-та стрілецька дивізія,
  - 92-га стрілецька дивізія,
  - 142-га стрілецька дивізія;
- 17-й укріпрайон;
- танковий та самохідно-артилерійський полки (42 танки та САУ);
- 38 артилерійських дивізіонів;

13-та повітряна армія (посилена за рахунок резервів Ставки ВГК) — в основному штурмовики Іл-2
- 113-та бомбардувальна авіадивізія,
- 276-та бомбардувальна авіадивізія,
- 334-та бомбардувальна авіадивізія,
- 227-ма штурмова авіадивізія,
- 281-ша штурмова авіадивізія,
- 275-та винищувальна авіадивізія,
- 2-й гвардійський Ленінградський винищувальний авіаційний корпус ППО — зі складу Ленінградської армії протиповітряної оборони (загалом у всіх підрозділах до 770 літаків)

В резерві фронту зосереджувалися:
- 108-й стрілецький корпус
  - 46-та стрілецька дивізія (полковник Борщев Семен Миколайович),
  - 90-та стрілецька дивізія (генерал-майор Лященко Микола Григорович),
  - 314-та стрілецька дивізія;
- 1-ша Ленінградська танкова бригада,
- 30-та гвардійська окрема танкова бригада,
- 152-га танкова бригада,
- 220-та танкова бригада,
- три танкові та два самохідно-артилерійські полки.

На озброєнні бригади мали новітні (на той час) танки ІС-2 та САУ ІСУ-152.
Із складу радянського флоту та флотилій для проведення операції виділялося кораблів, катерів та суден.
Загалом перед початком операції на Карельському перешийку було зосереджено — по різних даних — від 188 000 до 260 000 солдатів та офіцерів, близько 7500 гармат та 630 танків — таким чином радянська сторона мала чисельну перевагу над військовими силами Фінляндії — у бойовій техніці в 3-7 разів, по авіації — в 3 рази, в піхотній силі — у 1,5-2 раза.

## Розташування фінських сил і нацистських та їх чисельність

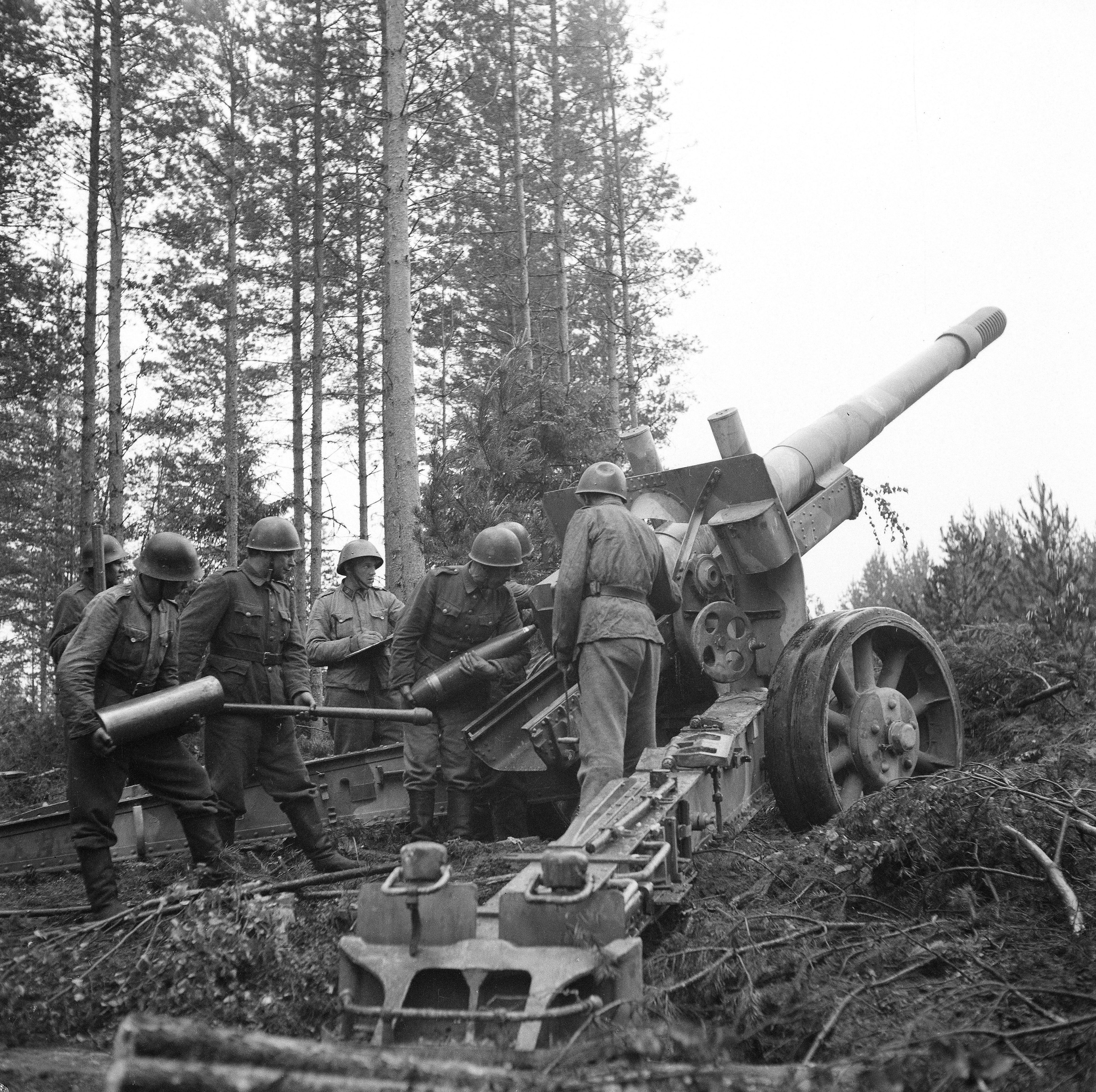
152-мм фінська гармата

На Карельському перешийку проти радянських сил розміщалися головна група фінської армії, котра займала оборонні позиції на «Карельському валу» — глибокоешелонованій та добре підготованій системі оборони. Оборонна система складалася із декількох смуг укріплень, що простягалися від Фінської затоки (Сестрорецьк) до річки Вуоксі та її приток (село Верхні Нікуляси).
Перша оборонна смуга проходила по встановленій восени 1941 року фронтовій лінії.
Друга смуга оборони знаходилася на віддалі 20—30 кілометрів від першої по приблизній лінії Мятсякюля — Райвола — Куутерселькя — Ківеннапа — Сувенмякі — озеро Суванто-ярві — так звана VT-лінія.
Третьою оборонною смугою була відновлена Лінія Маннергейма, додатково укріплена у напрямі Виборга та круговим оборонним пасмом, охоплюючим місто.
Четверта оборонна лінія до червня 1944 року не була довершена, проходила по лінії Виборг — Купарсаарі — Тайпале (так звана VKT-лінія).
На Карельському перешийку розташовувалися близько 70 000 вояків, до 1000 гармат та мінометів, приблизно 100 танків та САУ:
- 3-й армійський корпус (генерал Ялмар Сііласвуо),
- 4-й армійський корпус (генерал Тааветті Лаатікайнен),
- резерв прямого підпорядкування маршалу Маннергейму.

На першій смузі оборони знаходилися:
- 2-га піхотна дивізія,
- 10-та піхотна дивізія,
- 15-та піхотна дивізія,
- 19-та піхотна дивізія.

Другу оборонну лінію утримували:
- 3-тя піхотна дивізія (генерал-майор Ааро Паярі),
- 18-та піхотна дивізія,
- кавалерійська бригада.

У оперативному резерві під Виборгом знаходилася Фінська танкова дивізія — на озброєнні мала переважно трофейні радянські Т-26 та Т-28 (генерал Рубен Лагус).
Повітряне прикриття здійснювали літаки фінських ВПС (командувач генерал-майор Ярл Фрітьоф Лундквіст).
В Фінській затоці було зосереджено понад 160 військових німецьких та фінських кораблів різних класів.

## 9—11 червня. Прорив першої лінії оборони
Вранці 9 червня радянська авіація проводить масовану атаку на розташування фінських сил, переважно біля Старого Білоострова, озера Світлого та Раяйокі. По тому уздовж всієї фронтової лінії — від Сестрорецька до Ладозького озера — артилерія Ленінградського фронту та Балтійського флоту починає методичний обстріл задля руйнування вузлів фінської оборони; артилерійський обстріл продовжувався 10 годин. Загалом радянська авіація завдала трьох масованих ударів, здійснивши 1150 літаковильотів, зруйновано 335 фінських інженерних споруд, з них 175 на ділянці прориву. Від Балтійського флоту обстріл вели шість батарей Кронштадту, також шість батарей залізничної артилерії, 356-мм та 406-мм гармати.

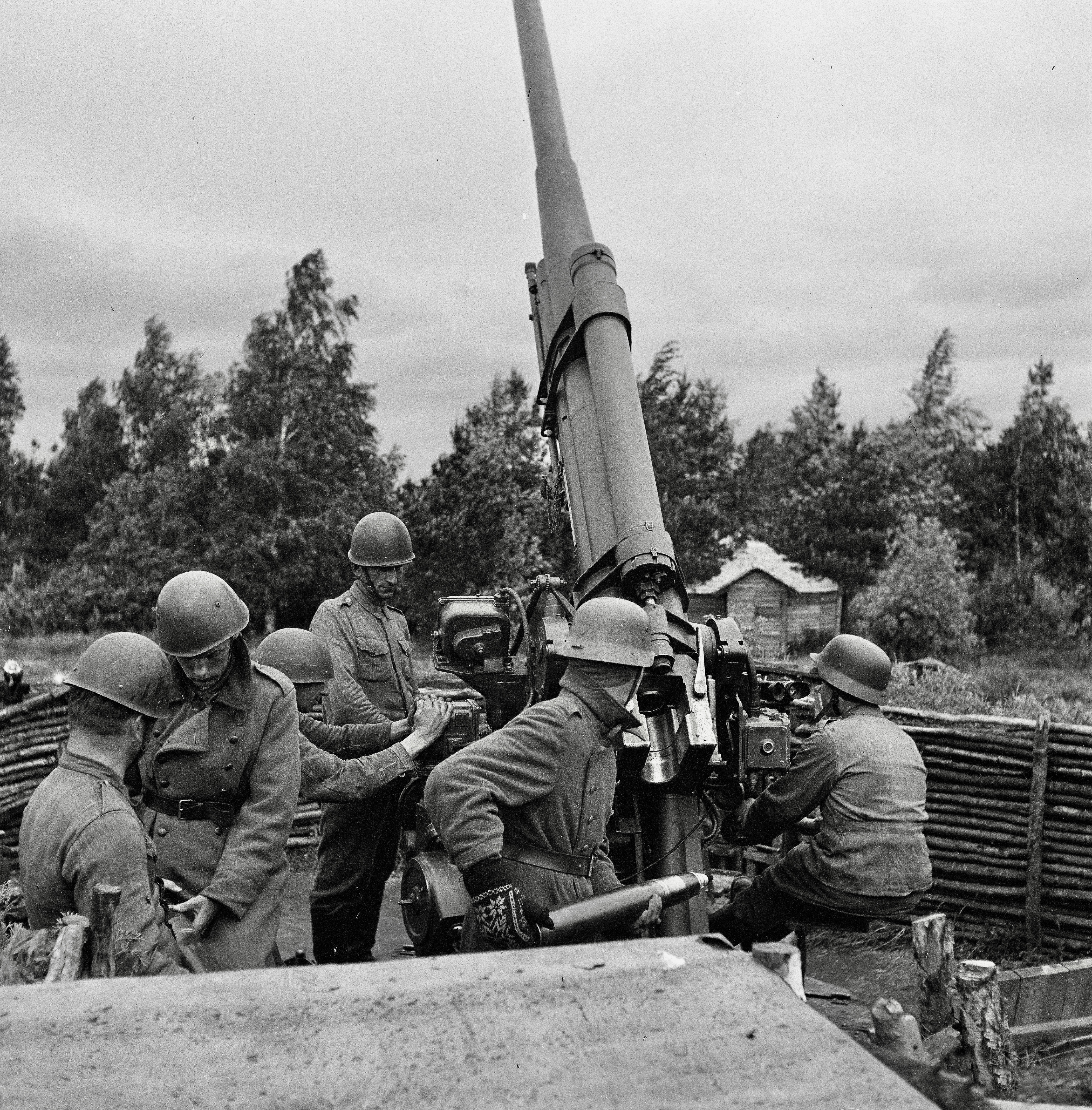
Обслуга фінської артилерійської батареї; літо 1944

Пізно ввечері частини 23-ї армії — 10-та і 92-га стрілецькі дивізії й 220-та танкова бригада на 11 ділянках фронту почали розвідку боєм та змогли вклинитися у фінську оборону — біля Мертуті та поблизу Дюни (Сестрорецьк), було створено плацдарми шириною та глибиною до 0,5 кілометра; в інших спробах особливого успіху досягнуто не було. Фінське командування розвідку боєм сприйняло за початок наступу та наказує в терміновому порядку ущільнити бойові порядки на передовій.
До кінця 9 червня радянські сили зайняли близько 80 населених пунктів в ході наступу на Виборг.
Вранці 10 червня після майже 2,5-годинної артилерійської підготовки та повітряного удару по передньому краю фінської оборони частини 21-ї армії переходять силами трьох стрілецьких корпусів в наступ на участку Раяйокі — Старий Білоострів — висота 107,0. 1-й піхотний полк 10-ї фінської піхотної дивізії в тому бою втратив до 400 чоловік, вбачаючи безвиглядність становища, фіни починають на тому участку відхід лісами.
109-й стрілецький корпус вів наступ по лівому армійському флангу, просуваючись узбережжям Фінської затоки вздовж залізниці на Виборг та по Приморському шосе. Того дня сили корпусу займають Раяйокі, Олліла, Куоккала та вийшли до села Келломякі.
Правим флангом у загальному напрямі на Каллелово (Старий Білоострів) наступав 97-й стрілецький корпус, до кінця дня частини вийшли до річки Сестра та річки Іржава Канава.
Головний удар в центрі наступу поздовж Виборзького шосе проводили дивізії 30-го стрілецького корпусу; на центральному напрямі радянське просування вглиб фінської оборони склало 15 кілометрів, при цьому зайнято Старий Білоострів, Майніло, форсована річка Сестра та підійшли до села Яппіля.
Головний удар того дня прийняла на себе 10-та фінська дивізія; 11 червня її практично знищені частини відводяться в тил для поповнення та переформування.
В терміновому порядку фінське керівництво для ліквідування прориву перекидає резервні частини — 3-тя піхотна дивізія, кавалерійська дивізія, танкова дивізія, інші резервні частини — в смугу оборони 4-го армійського корпусу; дані дії не вельми змінили розстановку сил. З огляду на загрозу повного знищення до вечора 10 червня фінське військове керівництво віддає наказ відходити на другу лінію оборони.
11 червня продовжується наступ підрозділів 21-ї армії; для покращення результатів керівництво організовує дві мобільні групи. До першої групи увійшла 152-га танкова бригада та 26-й гвардійський танковий полк, до другої — 1-ша Червонопрапорна танкова бригада та 27-й гвардійський танковий полк. Перша мобільна група підпорядковується 109-му корпусу, друга — 30-му гвардійському.
За 11 червня частини 30-го гвардійського та 109-го стрілецьких корпусів у взаємодії з танковими мобільними групами просунулися вглиб фінської оборони на 15-20 кілометрів та вийшли до другої лінії оборони. В смузі наступу 109-го корпусу було зайнято Келломякі та Терійокі; частини 30-го корпусу зайняли села Мяттіла, Перола та Яппіля та вийшли до потужного вузла фінської оборони Ківеннапе, на підходах до якого були контратаковані трьома єгерськоми батальйонами і протитанковим батальйоном 75-міліметрових гармат — зі складу фінської танкової дивізії. Ця контратака досягла деякого успіху, однак згодом радянська піхота та танки примусили фінів відступити на вихідні рубежі.
Частини 97-го корпусу в ході наступу досягли рубежа Хіреля — Термолово. Цього дня переходить в наступ 23-тя армія; 98-й стрілецький корпус вступає у бій в смузі наступу 97-го корпусу, сам 97-й корпус переходить до 23-ї армії, 21-ша ж армія посилюється 108-м корпусом із фронтового резерву.
Ставка ВГК наказує не сповільнювати швидкості наступу та до 18-20 червня зайняти Виборг. Однак фінське керівництво посилює 4-й корпус трьома піхотними дивізіями та однією бригадою і вважало можливим зупинити радянський наступ на другій оборонній смузі.

## 12— 18 червня. Подолання другої смуги оборони
12 червня наступаючі радянські підрозділи зустрілися із значнішим фінським опором та пригальмували швидкість просування. Частини 23-ї армії, котрі отримали наступати в загальному напрямі на Ківініємі, змогли вгризтися у фінську оборону за добу лише на 2-6 кілометрів. В смузі наступу 21-ї армії частини 109-го корпусу зайняли Райволу; 30-й гвардійський корпус вів бої за Ківеннапу. Підрозділи 108-го корпусу вийшли до другої лінії фінської оборони та спробували її подолати відразу побіля Куутерселькя, однак 53-й піхотний полк 3-ї фінської дивізії цю спробу відбив.

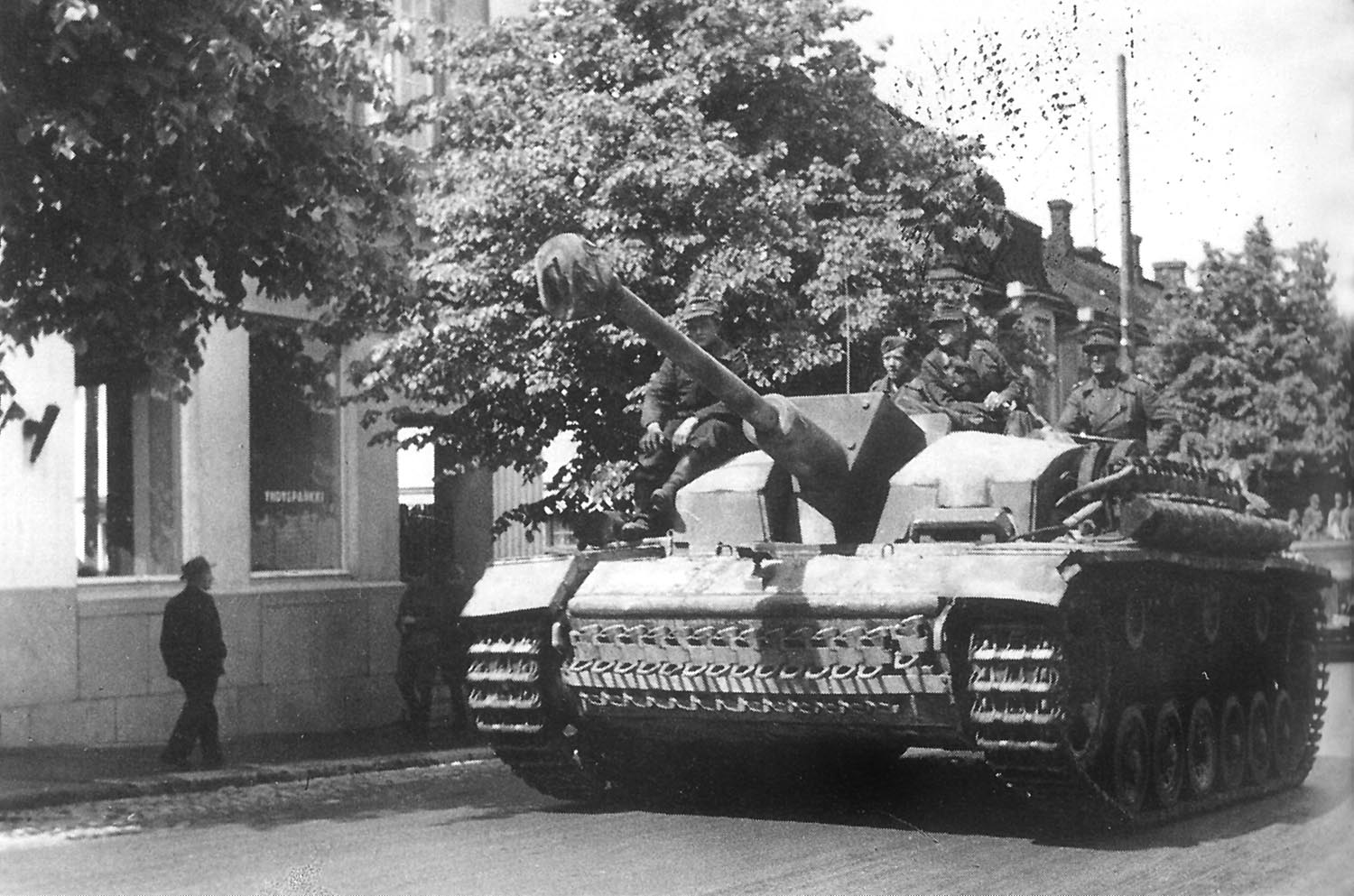
Штуґ з 303-ї бригади у Виборзі

З огляду на те, що фінське командування поблизу Ківеннапи зосередило значні сили, керівництво Ленінградським фронтом приймає рішення перенести напрямок головного удару з Середньовиборзького шосе до смуги Приморського шосе. Задля цього під Терійокі зосереджуються частини 108-го та 110-го корпусів та головні артилерійські сили, зокрема 3-й гвардійський артилерійський корпус прориву.
13 червня активні бойові дії розгортаються на відтинку 23-ї армії поблизу Приозерського шосе, підрозділи 10-ї та 92-ї дивізій зайняли декілька опроних фінських пунктів на Мустоловських висотах (5 км на захід від Лемболовського озера та 5 км південніше села Стєклянний); частини 21-ї армії займалися цілоденним перегрупуванням сил.
Вранці 14 червня підрозділи 21-ї армії опісля масованої артилерійської підготовки та повітряного удару розпочинають операцію по подоланню другої смуги фінської оборони. Після запеклого багатогодинного бою підрозділи 109-го стрілецького корпусу за підтримки 1-ї Червонопрапорної танкової бригади, що наступали вздовж Виборзької залізниці, змогли зайняти потужний вузол фінської оборони Куутерселькя, пізніше — опорним пунктом Мустамякі. Через запеклий опір та неодноразові контратаки фінських сил повністю подолати другу смугу оборони радянським частинам не вдалося. Кілька фінських піхотних батальйонів поблизу Куутерселькя за підтримки самохідних гармат Stug III переходять уночі в контратаку та захоплюють зненацька радянські танкові підрозділи. Частини 72-ї стрілецької дивізії зуміли стримати фінський наступ та незабаром переважаючою силою примусили відступити, фінські втрати склали близько 100 вбитими, також 5 САУ (Контрудар під Куутерселькя); згідно з фінськими даними, в ході контрудару було знищено та пошкоджено 13 радянських танків.
Частини 108-го стрілецького корпусу весь день вели бої під час просування уздовж Приморського шосе та залізниці в напрямі на Виборг. До кінця дня частини корпусу за підтримки амохідно-атрилерійських та танкових полків змогли прорвати другу лінію фінської оборони, оволодівши потужним пунктом оборони Мятсякюля; в прорив, що утворився, радянське керівництво уводить 110-й стрілецький корпус (генерал-майор Грязнов Опанас Сергійович) із складу другого ешелону. Після цього маневру фінські сили, котрі продовжували оборонятися на південний захід від Ванхасаха, опинилися загрожені оточенням, починається відступ на третю оборонну лінію.
Рівночасно продовжується наступ 23-ї армії, її підрозділи протягом 14- 15 червня змогли подолати першу оборонну лінію, вийшли до другої та в деяких місцях прорвали її. Запеклі позиційні бої з перемінним успіхом велися поблизу Сійранмякі — там 4-та фінська піхотна дивізія протистояла наступу підрозділів 98-го та 115-го стрілецьких корпусів. Утримання цього відтинку для фінських сил було особливо важливим з огляду на те, що у випадку радянського прориву з'являлася загроза можливого відходу фінського 3-го армійського корпусу за озеро Вуокса.
В часі з 15 по 19 червня стрілецькі корпуси 21-ї армії переслідують відступаючі фінські частини та просунулися вглиб оборони на 40-45 кілометрів й вийшли до третьої оборонної лінії; 109-й та 110-й корпуси просувалися вздовж шосе та залізниці на Виборг і зайняли ряд населених пунктів. 108-й стрілецький корпус рухався з боями по узбережжю Фінської затоки та поруч із залізницею Тюрісева — Койвісто — Виборг. 46-та стрілецька дивізія спільними діями з 152-ю танковою бригадою 15 червня оволоділи сильноукріпленим фортом Іно. В подальшому розвитку наступу частини виходять до третьої смуги фінської оборони 17 червня по лінії озеро Куолем-ярві — озеро Капінолан-ярві — Фінська затока. 18 червня було прорвано оборону та з ходу кидком зайнято містечко Койвісто.
Фінські частини на Карельському перешийку опиняються у важкому становищі, тому спішно перекидаються їм на поміч усі наявні резерви та частини з південної Карелії; у тому часі в бої вступають фінські 4-та і 17-та піхотні дивізії і 3-тя й 20-та піхотні бригади, біля Виборга зосереджуються 6-та та 11-та піхотні дивізії. Окрім того керівництво Фінляндії звертається до командування Третього Рейху з проханням про термінову допомогу військами та технікою. 15 червня 3-й та 4-й фінські корпуси об'єднуються в оперативну групу «Карельський перешийок» під керунком генерал-лейтенанта Карла Еша.

## 19-20 червня, штурм Виборга
Частини 21-ї армії 19 червня розпочинають штурм третьої фінської оборонної смуги. Для посилення цього удару на головному напрямі у бій вводиться повернений в склад 21-ї армії 97-й стрілецький корпус котрий наступав між залізницею та шосейною дорогою на Виборг. На правому крилі наступу діяли частини 109-го корпусу, на лівому — 110-го; за підтримки артилерії та авіації було зайнято населені пункти та вузли оборони Ілакюля, Маркі, Сумма та продовжують наступ в напрямі Виборга. Дивізії 108-го стрілецького корпусу в боях того дня зайняли Ремпетті та Йоханнес. До кінця дня 19 червня радянські війська подолали «Лінію Маннергейма» фронтом в 50 кілометрів — від Фінської затоки до озера Муолан-ярві.

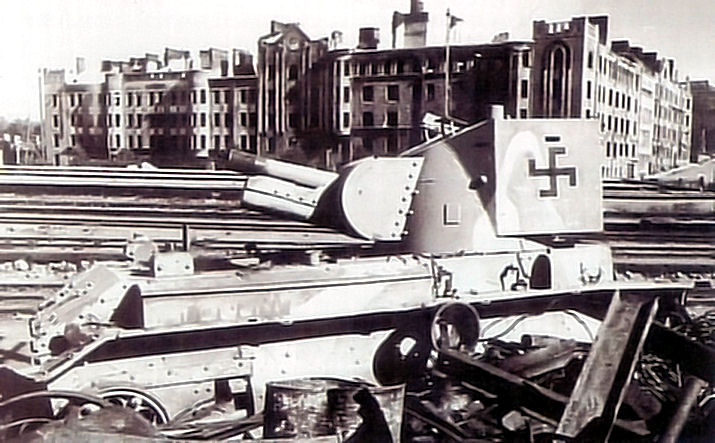
Підбита у боях за Виборг фінська штурмова армата БТ-42

В тому ж часі продовжувалися бої у смузі наступу 23-ї армії, проте із набагато більшим спротивом. Частини 115-го стрілецького корпусу змогли прорвати другу смугу фінської оборони та зайнявши Рауту й Валк'ярві, протягом 19-20 червня широким фронтом виходять до Вуоксинського водотоку. Разом з тим по лівому флангу армії дивізії 6-го та 98-го стрілецьких корпусів виходять на лінію озера Муола-ярві — Яюряпян-ярві — Вуокса. Але частини 3-го фінського стрілецького корпусу змогли організовано відійти на Вуоксинську оборонну лінію.
Маршал Говоров 19 червня віддає наказ військам 21-ї армії наступного дня зайняти Виборг. В напрямі міста 97-й корпус мав завданням просуватися побіля залізниці, 108-й корпус — наступати вздовж узбережжя Виборзької затоки, 109-й корпус за ціль мав залізничну станцію Тапі. На найбільш близьких позиціях до Виборга знаходилися 90-та, 314-та та 372-га стрілецькі дивізії; їх наступ підтримували 1-ша Червонопрапорна та 30-та гвардійська танкові бригади, 27-й, 31-й та 260-й танкові полки прориву, 1222-й та 1238-й самохідно-артилерійські полки й 5-та гвардійська артилерійська дивізія прориву.
Фінське керівництво зосереджує велику кількість сил на підступах до Виборга — з півдня місто прикриває 20-та піхотна бригада, зі сходу поблизу Таммісуо — 3-тя піхотна бригада, 18-та дивізія під станцією Тапі, 4-та піхотна дивізія від озера Носкуаселькя до річки Вуокси.
На північний схід від Виборга в резерві знаходилися 6-та, 10-та, 11-та та 17-та піхотні дивізії та Фінська танкова дивізія. Після підтвердження Фінляндією відмови йти на сепаратний мир з СРСР, Німеччина направляє зі складу групи армій «Північ» 122-гу піхотну дивізію, 303-ю бригаду самохідних гармат та 60 літаків зі складу П'ятого повітряного флоту.
Проте серйозну оборону фінські сили створити не мали часу — вночі радянські сапери створили проходи через мінні загородження; вранці до міста на повній швидкості увірвалися танки з десантом на броні — 30-та гвардійська та 1-ша Червонопрапорна бригади. В центрі Виборга зав'язався бій між частинами 90-ї стрілецької дивізії та фінськими силами, запеклий опір чинила окрема бронерота самохідних гармат БТ-42. Ближче до вечора командир 20-ї фінської піхотної бригади полковник Армас Артур Кемппі наказує опустити прапор над Виборзькою фортецею та почати відхід. В ході переслідування радянські частини до вечора повністю зайняли Виборг.
Маршал Маннергейм в мемуарах зазначав, що Виборг був взятий радянськими військами після недовготривалого бою та спричинив на фінських вояків сильну притлумлюючу дію.

## Продовження наступу (Бої при Талі-Іхантала)
21 червня Ставка ВГК видає директиву про продовження наступу на Карельському перешийку із завданням силам Ленінградського фронту продовжити наступ із метою 26 — 28 червня заволодіти рубежем Іматра — Лаппеенранта — Віройокі; частина сил мала наступати в напрямі Кексгольм — Елісенваара задля очищення від фінських військових сил Карельський перешийок на північний схід від озера та річки Вуокси. В подальшому головним силам наказувалося розвивати наступ з метою оволодіти рубежем Коувола — Котка та закріпитися на східному березі річки Кюмін-йокі.

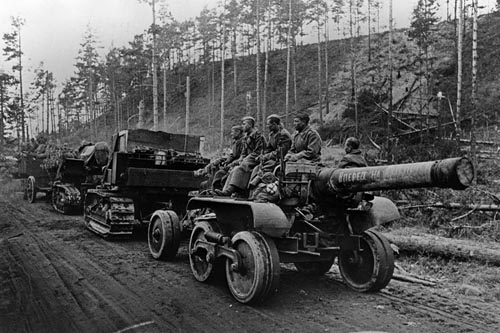
Радянські вояки на тягачі, 1944, Карельський фронт

Згідно з наказом Ставки ВГК сили Ленінградського фронту переходять в наступ на 30-кілометровому участку від річки Вуокси до Виборзької затоки силами 12 стрілецьких дивізій — зокрема 97-ї, 108-ї, 109-ї та 110-ї дивізій 21-ї армій; в резерві знаходився 30-й гвардійський стрілецький корпус. Усі дивізії, що брали участь у наступі, були недоукомплектовані, кожна нараховувала приблизно 4000-5000 вояків. Таким чином чисельність двох армій фронту досягала 150 000 чоловік. Разом з цим Ставка відмовляє Говорову у його проханні щодо посилення двома стрілецькими корпусами. В тому ж часі фінські сили зосереджуються на північ від Виборга на добре підготованих позиціях — туди розосередилися замало не всі наявні на той час фінські сили, підкріплені нацистськими 122-ю піхотною дивізією та 303-ю бригадою штурмових гармат.
Внаслідок недооцінки ситуації Ставкою ВГК протягом десяти діб частини 21-ї армії просунулися із запеклими позиційними боями вглиб фінського захисту на 8-10 кілометрів, протягом боїв на початку липня лишень на 2 кілометри.
Сучасно керівництво Ленінградським фронтом намагалося підпорядкованими силами здійснити глибоке двостороннє охоплення головного угрупування фінських військ. Кінцем червня силами Балтійського флоту та частинами 59-ї армії, що були перекинуті від Чудського озера проводиться Бйоркська десантна операція, початком липня десант на острови Виборзької затоки — загалом 15 островів. Планувалося захопити острови як плацдарм для подальшого десантування частин 59-ї армії в тил фінських військ — на північне узбережжя затоки. Одночасно 23-й армії було поставлено завдання подолати річку Вуоксу поблизу Вуосалмі, в подальшому наступати уздовж східного берега річки та зайти з північного сходу в тил головним фінським силам на Карельському перешийку.
Проте проведені операції Балтійського флоту призвели до лише часткового успіху та поставлених Ставкою ВГК цілей не досягли; частина островів Виборзької затоки лишилися під фінським контролем, людські втрати та кораблів при радянському десантуванні виявилися надто високими. Результатом цього стала відмова від наміченого раніше проведення десантних операцій на північне узбережжя затоки.
Частини 23-ї армії в ході боїв за Вуосалмі, форсувавши Вуоксу та захопивши плацдарм на її лівому березі, також не досягли значних успіхів та не змогли розвинути наступ.
Врахувавши запеклий опір фінських військ та значні радянські успіхи на інших напрямах, в середині липня приймається рішення припинити наступальні дії на Карельському перешийку, мотивувавши це небажанням людських втрат на другорядному напрямі. 12 липня 1944 року війська Ленінградського фронту, виконуючи наказ Ставки ВГК, припиняють спроби наступальних дій та перезодять до оборони; Фінляндію вивести з війни не вдалося.

## Вислід боїв
Фінські війська були повністю відкинуті від Ленінграду, котрий вони тримали в оточенні спільно з нацистською групою «Північ»; власне навіть після повного звільнення від блокади в ході Ленінградсько-Новгородської операції вони знаходилися за 30 кілометрів на північ від міста.

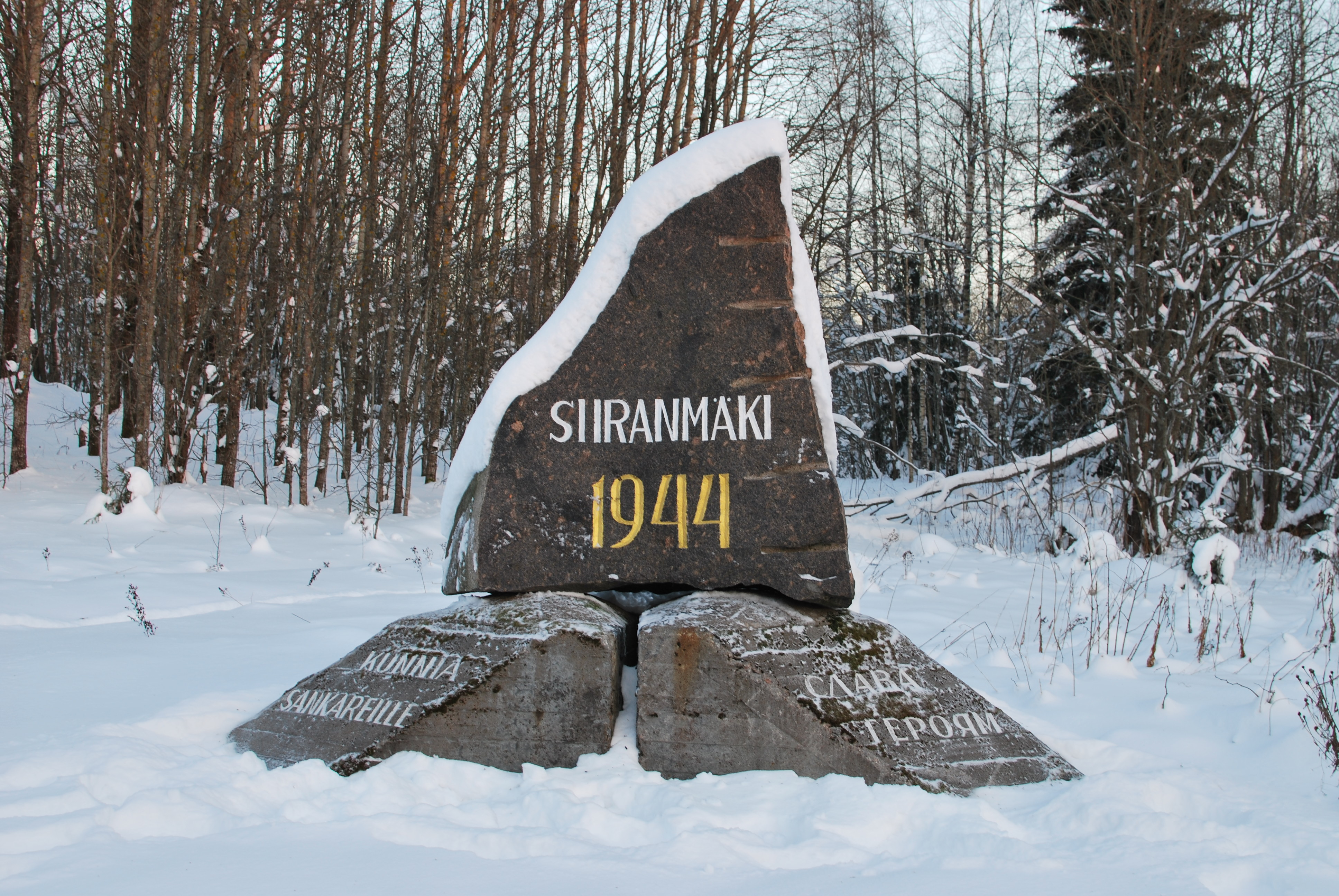
Пам'ятник в Сііранмякі

Потужний наступ радянської 21-ї армії на Виборг був самим успішним моментом Виборзько-Петрозаводської операції; за 10 днів підрозділи армії подолали фінську оборону вглиб на 110—120 кілометрів, подолали кілька смуг оборони супротивника та штурмом оволоділи Виборгом. Наступу 23-ї армії відводилася допоміжна роль, однак вона не мала сил проводити потужні наступальні операції, завдання виконане було частково — частини 3-го фінського армійського корпусу уникли повного розбиття та змогли організовано відступити за Вуоксу.
В перебігу боїв фінські частини зазнали значних втрат серйозних втрат в техніці та людських жертв, під Виборг були перекинуті радянські частини з південної Карелії, що значно полегшило виконання завдань Ставки ВГК Карельським фронтом в часі Свірсько-Петрозаводської операції.
22 червня керівництво Фінляндії за посередництва міністерства закордонних справ Швеції звертається до керівництва СРСР із запитом про укладання миру. Проте радянські умови були ужорсточені по відношенню до попередніх, керівництво Фінляндії порахувало їх за безумовну капітуляцію та в чергове відмовилося їх підписати.

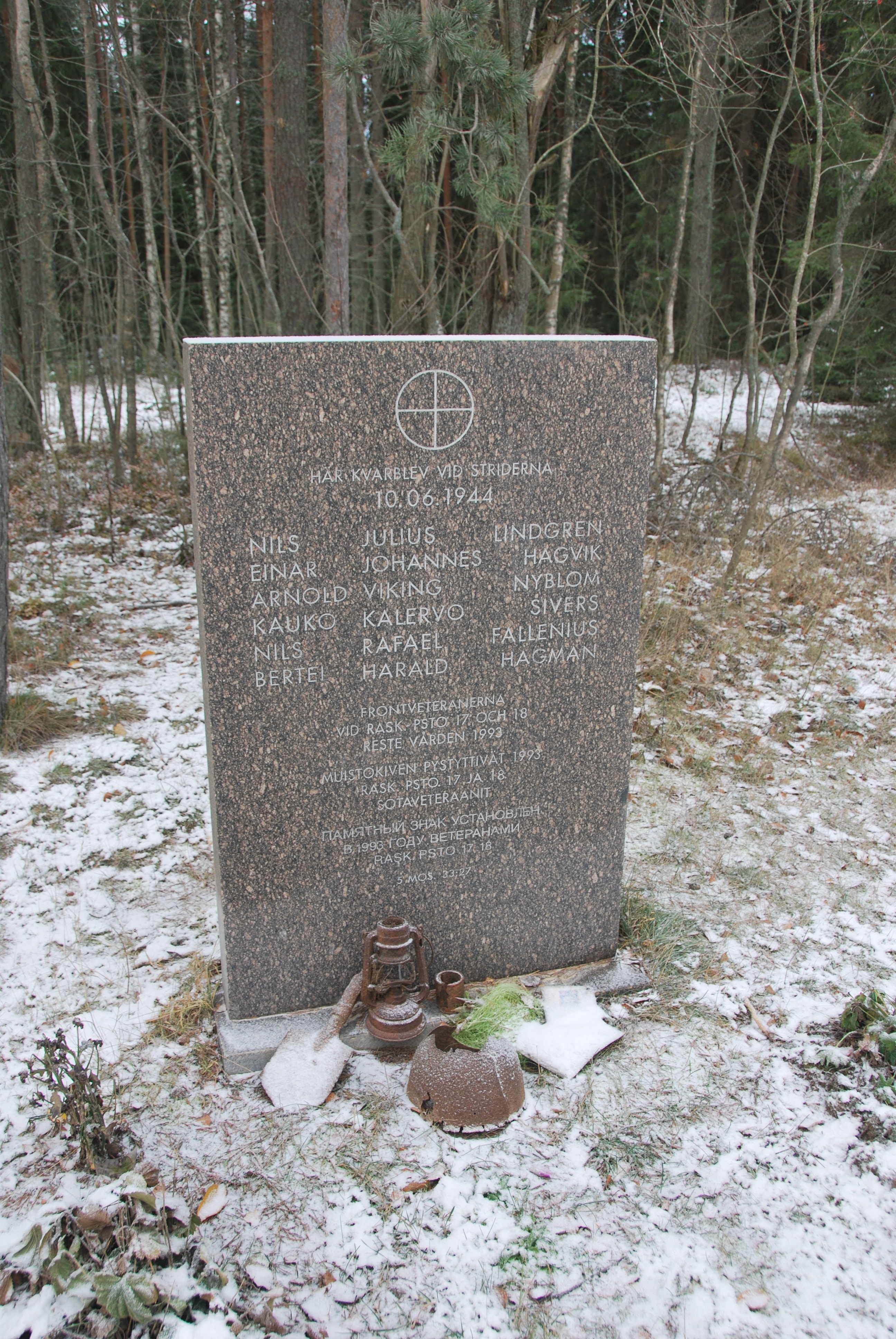
Цвинтарний пропам'ятник відомим фінським воякам та шведським добровольцям, 1944, Каллелово

## Вшанування учасників

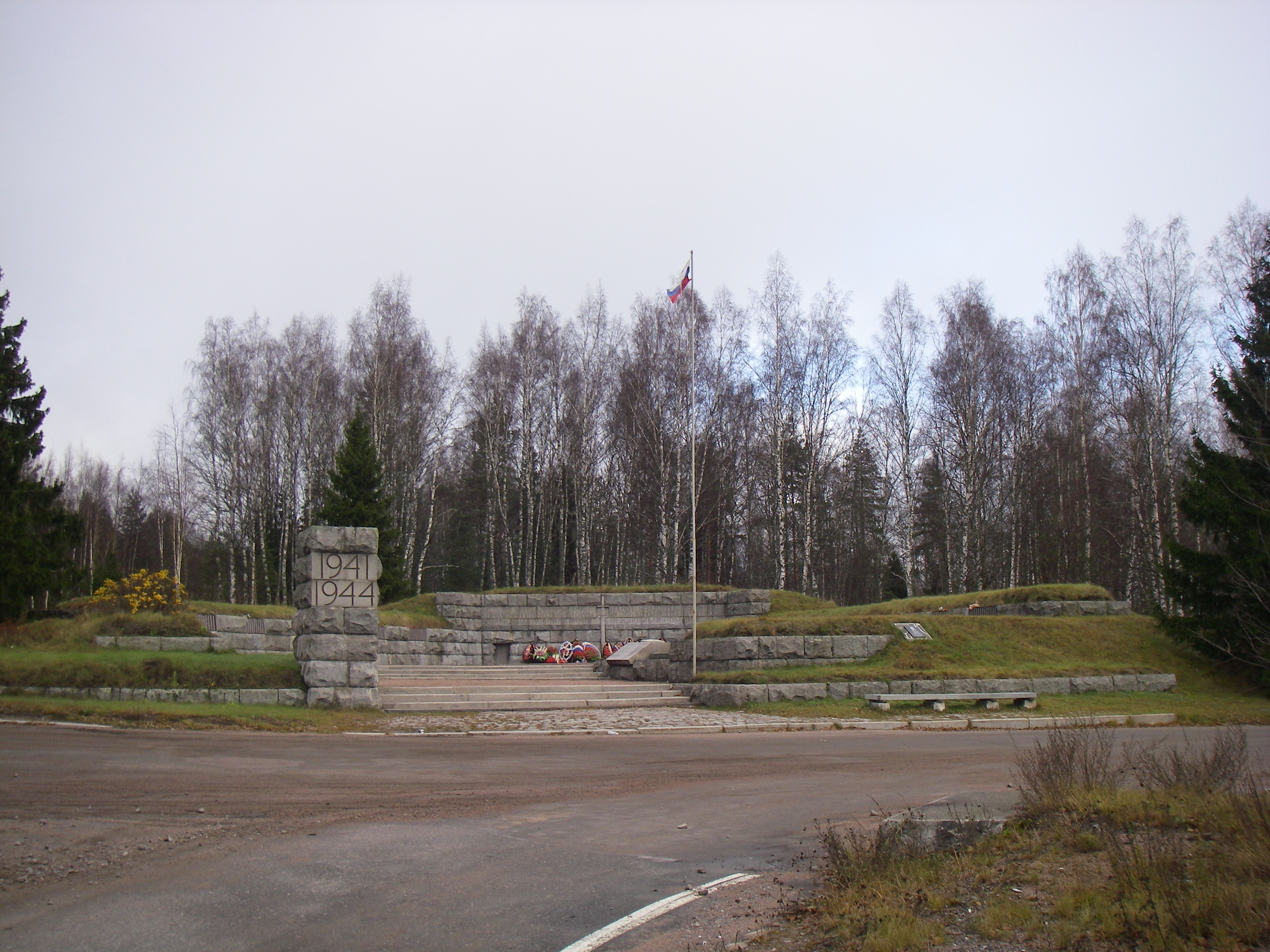
Меморіял «Петрівка» (Іхантала)

Понад 69 000 вояків було нагороджено радянськими бойовими нагородами, 27 стали Героями Радянського Союзу. 48 частин та з'єднань стали іменуватися Виборзькими та Ленінградськими. Серед нагороджених бійців та офіцерів, зокрема
- капітан Ведмеденко Іван Іванович — командир батареї 18-ї гаубичної артилерійської бригади 5-ї артилерійської дивізії 21-ї армії, Герой Радянського Союзу — наказав встановити дві 203-мм гаубиці Б-4 на відстані 800 метрів від ДОТу «Мільйонер» та знищив його — прямими попаданнями 96 бетонобійних снарядів;
- старший лейтенант Мостовий Володимир Йосипович — командир батареї 816-го артилерійського полку 281-ї стрілецької дивізії; Герой Радянського Союзу;
- молодший лейтенант Петров Роман Ілліч — командир танка, Герой Радянського Союзу;
- єфрейтор Хованський Роман Петрович — стрілець 1064-го стрілецького полку 281-ї стрілецької дивізії, Герой Радянського Союзу.